# Myotis welwitschii
Myotis welwitschii — вид рукокрилих роду Нічниця (Myotis).

## Поширення, поведінка
Країни проживання: Ангола, Бурунді, Демократична Республіка Конго, Ефіопія, Гвінея, Кенія, Малаві, Мозамбік, Руанда, Південна Африка, Судан, Танзанія, Уганда, Замбія, Зімбабве. Цей вид був записаний з різних місць проживання, включаючи сухі тропічні ліси, гірські вологі тропічні ліси, як сухі, так і вологі савани, чагарники і висотні пасовища. Тварини спочивають в будівлях, печерах і густій рослинності (в тому числі загорнуті в листі банана).